# Lotta libera ai Giochi della X Olimpiade - Pesi welter
La competizione della categoria pesi welter (fino a 72 kg) di lotta libera dei Giochi della X Olimpiade si è svolta dal 1° al 3 agosto al Grand Olympic Auditorium di Los Angeles.

## Formato
Ad ogni incontro venivano assegnate le seguenti penalità:
- 0 = Al vincitore per schienata
- 1 = Al vincitore ai punti
- 3 = Allo sconfitto

Con cinque punti o più di penalità il lottatore veniva eliminato.

## Risultati
| Legenda                                  | Legenda |
| ---------------------------------------- | ------- |
| Lottatore con 5 penalità o più Eliminato |         |

### 1º Turno
| Vincitore      | Pen. | Risultato | Sconfitto       | Pen. |
| -------------- | ---- | --------- | --------------- | ---- |
| Danny McDonald | 0    | Schienata | Yoshio Kono     | 3    |
| Eino Leino     | 0    | Schienata | Ludvig Lindblom | 3    |
| Jack VanBebber | 0    | Schienata | Raúl López      | 3    |
| Jean Földeak   | 1    | Ai punti  | Børge Jensen    | 3    |
| Gyula Zombori  | 0    | -         | Esente          |      |

### 2º Turno
Raúl López si ritira dalla competizione.
| Vincitore      | Pen. | Risultato | Sconfitto       | Pen. |
| -------------- | ---- | --------- | --------------- | ---- |
| Danny McDonald | 0    | Schienata | Gyula Zombori   | 3    |
| Eino Leino     | 1    | Ai punti  | Yoshio Kono     | 6    |
| Jean Földeak   | 2    | Ai punti  | Ludvig Lindblom | 6    |
| Jack VanBebber | 1    | Ai punti  | Børge Jensen    | 6    |

### 3º Turno
| Vincitore      | Pen. | Risultato | Sconfitto      | Pen. |
| -------------- | ---- | --------- | -------------- | ---- |
| Eino Leino     | 1    | Ritiro    | Gyula Zombori  | 6    |
| Jack VanBebber | 2    | Ai punti  | Danny McDonald | 3    |
| Jean Földeak   | 2    | -         | Esente         |      |

### 4º Turno
| Vincitore      | Pen. | Risultato | Sconfitto    | Pen. |
| -------------- | ---- | --------- | ------------ | ---- |
| Danny McDonald | 4    | Ai punti  | Jean Földeak | 5    |
| Jack VanBebber | 2    | -         | Esente       |      |
| Eino Leino     | 1    | -         | Esente       |      |

### Finali
| Vincitore      | Pen. | Risultato | Sconfitto  | Pen. |
| -------------- | ---- | --------- | ---------- | ---- |
| Jack VanBebber |      | Ai punti  | Eino Leino |      |
| Danny McDonald |      | Schienato | Eino Leino |      |

## Classifica finale
| Pos.    | Atleta          | Nazione     |
| ------- | --------------- | ----------- |
| Oro     | Jack VanBebber  | Stati Uniti |
| Argento | Danny McDonald  | Canada      |
| Bronzo  | Eino Leino      | Finlandia   |
| 4       | Jean Földeak    | Germania    |
| 5       | Gyula Zombori   | Ungheria    |
| 6       | Børge Jensen    | Danimarca   |
| 6       | Ludvig Lindblom | Svezia      |
| 6       | Yoshio Kono     | Giappone    |
| 9       | Raúl López      | Messico     |